# Fronteira Colômbia–Panamá
A fronteira entre a Colômbia e o Panamá é uma linha sinuosa de 225 km de extensão, no sentido norte-sul, ao noroeste da Colômbia, que separa o país do Panamá. Também é a linha que separa a América do Sul da América Central no Istmo do Panamá. No norte se inicia no litoral do Caribe, serra de Darién e vai até o sul por região pantanosa no litoral do Oceano Pacífico, serra e rio Baudó. Fica entre o departamento Colombiano de Chocó e a província panamenha da Darién.

## História
Desde o século XVII, o Panamá constitui uma unidade administrativa com a Colômbia, que, como parte do Vice-Reino de Nova Granada ou Grã-Colômbia, tem sua independência proclamada por Simón Bolívar em 1821.
A região do istmo, rota principal para atingir a costa oeste dos EUA, prospera a partir de 1849 graças à corrida do ouro na Califórnia. Em 1855 é inaugurada a ferrovia transcontinental Panama Railway, financiada pelos Estados Unidos. 
Na segunda metade do século XIX a região foi marcada por rebeliões, cinco tentativas de separação da Colômbia e 13 intervenções dos Estados Unidos.
Em 1903, o Senado da Colômbia derruba o tratado para a construção do Canal do Panamá. Os EUA estimulam uma rebelião separatista que leva à proclamação da República do Panamá.
Um revolucionário grupo no Panamá – então uma província da Colômbia – declarou independência, os Estados Unidos deram suporte ao novo governo e enviou navios de guerra para protegê-los das tropas da Colômbia.
No mesmo ano, compram a concessão para a construção do canal, concluído em 1914. Sua construção começou quase que imediatamente e o primeiro navio aportou em 15 de agosto de 1914. Em troca do controle perpétuo da Zona do Canal, os Estados Unidos pagam anuidades ao Panamá.
Essa concessão foi depois ratificada pelo Tratado Victoria-Vélez assinado em 1924 em Bogotá.

## Passagens
A situação dessa fronteira num ambiente tropical extremamente hostil nos pântanos e florestas tropicais de Darién a torna praticamente intransponível. Não há estradas que a atravessem, sendo esse ponto um elo que falta na rodovia Panamericana. Isso não impede e até favorece a permanência de vários grupos mafiosos e paramilitares, que se aproveitam do isolamento da região para aí fazer contrabando de armas, eletro-eletrônicos e drogas (em especial da cocaína).

## Segurança
A área é muito insegura, pois grupos paramilitares e de narcotraficantes da Colômbia fazem incursões violentas em território do Panamá. Há também muitos colombianos que fugiram da situação de violência no país desde o final do século XX, sem terem estatuto de refugiados políticos, muitas vezes residindo ilegalmente e em condições precárias no Panamá.

Mapa da fronteira